# Jesse Carver
Jesse Carver (Liverpool, 7 luglio 1911 – Bournemouth, 29 novembre 2003) è stato un allenatore di calcio e calciatore inglese, di ruolo centrocampista.

## Carriera

### Giocatore
Ha giocato nel ruolo di centrocampista tra le file del Blackburn e poi del Newcastle negli anni 1930.

### Allenatore

#### Club

Carver (in piedi, primo da destra) tecnico della Juventus della stagione 1950-1951

Primo allenatore ad applicare il gioco a zona nel calcio italiano, attraverso tale atteggiamento tattico vinse il campionato di Serie A alla guida della Juventus nell'annata 1949-1950, riportando il massimo titolo nazionale sulle maglie bianconere dopo tre lustri; otterrà sia il riconoscimento della stampa specializzata come «innovatore» che critiche per la propria opposizione al dogmatico sistema, principalmente per quanto riguarda le marcature individuali in fase difensiva, che andranno ad accentuarsi nel corso della stagione successiva fino a costargli l'incarico dopo la mancata difesa dello scudetto.
Rientra in Italia nel 1951, in Serie B, alla guida del neopromosso Marzotto Valdagno che porta a un'insperata salvezza. Lascia quindi il sodalizio veneto e, dopo un breve periodo d'inattività, torna nel 1953 subentrando a stagione in corso a Roberto Copernico nel ruolo di direttore tecnico, con Oberdan Ussello allenatore, alla guida del Torino. Confermato per l'annata successiva, lascia l'incarico a campionato in corso.
Passa quindi nella stagione 1953-1954 alla Roma, ove rimane anche nella stagione seguente e, dopo un anno in Inghilterra, alla Lazio, dove nelle stagioni 1955-1956 e 1956-1957 ottiene due terzi posti. Viene quindi ingaggiato dall'Inter del presidentissimo Angelo Moratti, ma la stagione 1957-1958, iniziata tra grandi aspettative, si concluderà con un deludente nono posto.
Dopo una breve parentesi come assistente di Bill Nicholson al Tottenham, passa al Genoa nella stagione 1959-1960, subentrando all'esonerato Gipo Poggi, ma dopo una netta sconfitta interna per 2-6 contro la Juventus viene sollevato dall'incarico, coi rossoblù ormai avviati verso la retrocessione. Chiude la sua esperienza italiana riassumendo, a campionato in corso, la guida della Lazio in veste di direttore tecnico assistito da Enrique Flamini, senza però riuscire a salvarla dalla sua prima retrocessione in Serie B.
Dopo aver allenato ben sette squadre del bel paese, fra cui le due maggiori compagini di Torino e Roma, ha avuto minor fortuna con i club inglesi raccogliendo solo un finale di campionato in massima divisione, col West Bromwich, quarto classificato nell'annata 1952-1953.

#### Nazionale
A inizio carriera l'allenatore inglese è stato anche commissario tecnico della nazionale olandese, in un periodo durante il quale tuttavia gli Orange non erano ai vertici del calcio internazionale.

## Palmarès

### Allenatore

#### Club
- Campionato italiano: 1

Juventus: 1949-1950
- Coppa di Cipro: 1

APOEL: 1962-1963